# 4278 Гарвей
4278 Гарвей (4278 Harvey) — астероїд головного поясу, відкритий 22 вересня 1982 року.
Тіссеранів параметр щодо Юпітера — 3,588.